# 팥소

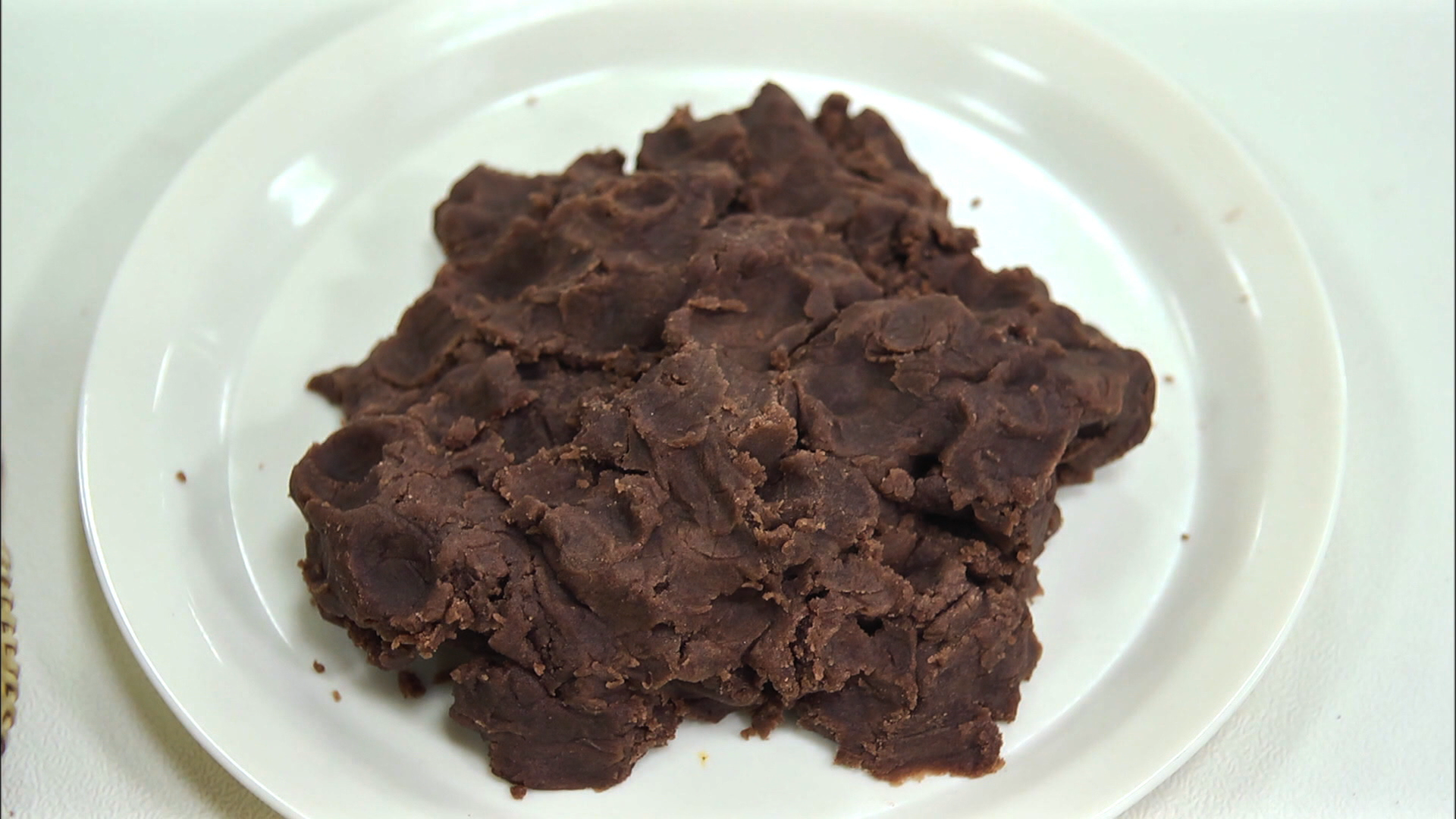
팥소

팥소(영어: red bean paste, red bean jam)는 떡이나 빵 등의 속에 넣는 재료로 팥을 삶아서 으깨거나 갈아서 만든 것이다. 한국, 중국, 일본의 요리에 사용된다. 검은팥을 물에 불려두었다 껍질을 미리 벗겨내면 흰 거피팥소를, 팥을 삶은 뒤에 체에 걸러 껍질을 제거하면 부드러운 팥소를 만들 수 있다. 설탕이나 꿀을 넣으면 단팥소가 된다.

## 팥소를 넣는 음식

### 한국
- 송편
- 호빵
- 붕어빵
- 찰보리빵
- 황남빵
- 찹쌀도넛
- 단팥빵
- 부꾸미

### 중국
- 탕위안
- 쭝쯔
- 월병
- 바오쯔

### 일본
- 단팥빵
- 다이후쿠
- 도라야키
- 만주
- 도미빵
- 양갱
- 모나카

## 같이 보기
- 콩소